# 行政院公報
行政院公報，是中華民國行政院發行用以公布國家法令和有關行政事項的官方出版物。

## 分類
- 綜合行政篇：主計、人事行政、大陸事務、國家發展、消費者保護、性別平等及其他不屬於下列七篇之事項。
- 內政篇：內政、海洋事務、原住民族、客家及選舉。
- 外交國防法務篇：外交、國防、法務、僑務及退除役官兵輔導 。
- 財政經濟篇：財政、經濟、中央銀行、公平交易及金融監督管理 。
- 教育科技文化篇：教育、故宮、科技及文化 。
- 交通建設篇：交通、公共工程、飛航安全及通訊傳播 。
- 農業環保篇：環境保護、原子能及農業 。
- 衛生勞動篇：衛生福利及勞動 。

## 內容
(1) 法規：
i　中央法規標準法之命令（以條次方式呈現，使用中央法規標準法第 3 條所列7種名稱者）及指定法規施行日期之令。 法規：中央法規標準法之命令（以條次方式呈現，使用中央法規標準法第三條所列7種名稱者）及指定法規施行日期之令。
ii　有法律授權依據，具對外效力，需踐行預告程序及送立法院查照之非屬中央法規標準法第 3 條所列7 種名稱之法規命令。
(2) 行政規則：行政程序法第 159條第2項第2款之行政規則。
(3) 公告及送達：
i　公告：法規命令草案之預告、權限委任、委託之公告、舉行聽證前之公告及依法規應刊登公報之公告事項。
ii 　送達：對不特定人之送達、公示送達及一般處分之送達。
(4) 處分：法規規定應刊登之處分。
(5) 特載：總統文告及院長談話（不定期出刊）。
(6) 專載：院會院長提示、決定、決議事項（不定期出刊）。
(7) 轉載：經總統公布之條約、法律、緊急命令（原則每週五出刊）。
(8) 其他：院長口頭施政報告、施政方針、重要人事命令、二二八事件受難案件回復名譽處理報告書、戒嚴時期不當叛亂暨匪諜審判案件之受裁判者回復名譽名冊、勘誤及經簽院核定刊登公報者。

## 外部連結
- 行政院公報資訊網 （页面存档备份，存于）